# Chrysoprasis guerrerensis
Chrysoprasis guerrerensis är en skalbaggsart som beskrevs av Bates 1892. Chrysoprasis guerrerensis ingår i släktet Chrysoprasis och familjen långhorningar. Inga underarter finns listade i Catalogue of Life.